# Frederick Ouseley
Frederick Ouseley (Londres, 12 d'agost de 1825 - Hereford, 6 de maig de 1889) fou un compositor, organista i musicògraf anglès.
Feu els estudis a la Universitat d'Oxford i ensems els de música amb els de teologia, ordenant-se de sacerdot el 1855, el mateix any en què prengué el grau de doctor en música, i fou nomenat professor d'aquesta matèria de la Universitat d'Oxford i primer chantre de la catedral de Hereford.
A la vegada fou pianista distingit, notable improvisador, organista, violinista, etc., i als vuit anys havia compost una òpera titulada L'isola desabitata, posseïdor d'una quantiosa fortuna, reuní una magnífica biblioteca.
La seva millor obra és l'oratori The Martyrdom of St. Policarp, composició d'estil ample i pur, inspirada i enèrgica. Entre les seves altres obres i figuren nombroses composicions religioses, especialment una gran cantata a cinc veus i orquestra, i l'oratori Hagar, sonates, trios, quartets, sextets per a piano i instruments d'arc, preludis i fugues per a piano i orgue, melodies italianes i angleses, etc.
A més és autor de tractats d'harmonia (1868), contrapunt i fuga (1868), composició (1875), i nombrosos articles en el Dictionary de George Grove.
Entre els seus molts alumnes s'hi compta Charles Albert Edwin Harriss.